# (3244) Pétrone
(3244) Pétrone, internationalement (3244) Petronius, est un astéroïde de la ceinture principale.

## Description
(3244) Pétrone est un astéroïde de la ceinture principale. Il fut découvert le 24 septembre 1960 à l'Observatoire Palomar par Cornelis Johannes van Houten, Ingrid van Houten-Groeneveld et Tom Gehrels. Il présente une orbite caractérisée par un demi-grand axe de 2,24 UA, une excentricité de 0,16 et une inclinaison de 3,7° par rapport à l'écliptique.

## Compléments